# París (canción de Ingratax)
«París» (estilizado sin acento) es el sencillo debut de la cantante mexicana Ingratax. Fue lanzado el 8 de julio de 2021, a través de Room28, como el sencillo principal  de su futuro álbum de estudio debut. La pista musical es descripta como una canción pop triste que combina de manera minimalista elementos del reguetón. El sencillo adquirió popularidad tras viralizarse en la aplicación TikTok, lo cual incrementó sus reproducciones en otras plataformas.

## Antecedentes y lanzamiento
El 5 de julio del 2022, Ingratax y su representante Mario Barrón anunciaron oficialmente a través de las redes sociales que la influencer se lanzaría como cantante, dando a conocer la publicación de una canción que fue estrenada 3 días después en todas las plataformas digitales, junto con un video musical en YouTube. Para ello, Enríquez Guillén —apellido de la artista— firmó con el sello discográfico independiente Room28 que pertenece al músico mexicano Sergio Lizárraga, según Imagen Miami.

## Composición y letra
El sencillo se caracteriza por ser una canción pop lenta con un ritmo de batería de reguetón escaso subyacente. La canción comenzó a gestarse en enero del 2020 y tuvo su desarrollo en un departamento. Sobre este proceso de composición, la artista dijo:

«Siempre había tenido claro de que quería hacer música triste y que fuera algo diferente, no una canción típica; entonces yo les dije que quería algo que mencionara ciertas partes del mundo y que fuera algo melancólico».
Ingratax en una entrevista para Univisión en enero del 2022.

La letra, inicialmente, hablaría sobre el encuentro de una chica y un chico en una fiesta, pero Ingratax sugirió a su equipo profundizar un poco más en el contenido lírico, y así escribió una canción sobre una viaje que reflejara el estado de ánimo de una persona que se encuentra en un aeropuerto, viendo que la vida pasa rápido y a la vez resulta ser un lugar melancólico, ya que pasa recordando a su enamorado e imaginando como sería estar con él en un lugar romántico como París, que es considerada como la «ciudad del amor».

## Recepción

### Comentarios de la crítica
Dania Loaeza del sitio web Random News apreció la canción, diciendo que Ingratax «encontró una interpretación equilibrada, con toques dulces pero a la vez sólidos».

### Desempeño comercial
En la semana del 4 de septiembre del 2021, la canción alcanzó el puesto número 36 del conteo Hot Latin Songs de la revista estadounidense Billboard; como así también se posicionó en el puesto 63 del Billboard Global 200 y en el puesto 37 del Billboard Global 200 Excl. US.

## Posicionamiento en las listas
| Listas (2021-2022)                    | Mejor posición |
| ------------------------------------- | -------------- |
| América Latina (Monitor Latino)       | 20             |
| Argentina Hot 100 (Billboard)         | 27             |
| Centroamérica (FONOTICA)              | 10             |
| Colombia Streaming (Promúsica)        | 14             |
| Costa Rica Streaming (FONOTICA)       | 12             |
| Ecuador Pop (Monitor Latino)          | 13             |
| España (PROMUSICAE)                   | 9              |
| Global 200 (Billboard)                | 63             |
| Global 200 Excl. US (Billboard)       | 37             |
| Honduras Pop (Monitor Latino)         | 5              |
| Hot Latin Songs (Billboard)           | 36             |
| Latin Pop Songs (Billboard)           | 13             |
| Latin Rhythm Airplay (Billboard)      | 23             |
| Mexico Espanol Airplay (Billboard)    | 24             |
| México Streaming (AMPROFON)           | 9              |
| Nicaragua Pop (Monitor Latino)        | 3              |
| Panamá Pop (Monitor Latino)           | 17             |
| Paraguay (Monitor Latino)             | 10             |
| Perú Pop (Monitor Latino)             | 6              |
| Perú Streaming (UNIMPRO)              | 9              |
| Puerto Rico Pop (Monitor Latino)      | 9              |
| República Dominicana (Monitor Latino) | 20             |
| Venezuela Pop (Monitor Latino)        | 11             |

| Listas (2021)  | Mejor posición |
| -------------- | -------------- |
| Paraguay (SGP) | 7              |
| Uruguay (CUD)  | 16             |

| Listas (2021)                         | Mejor posición |
| ------------------------------------- | -------------- |
| Paraguay (Monitor Latino)             | 66             |
| República Dominicana (Monitor Latino) | 85             |

## Certificaciones
| País   | Organismo certificador | Certificación | Ventas certificadas | Simbolización | Ref.   |
| ------ | ---------------------- | ------------- | ------------------- | ------------- | ------ |
| España | PROMUSICAE             | 2× Platino    | 120 000             | ▲             | [ 14 ] |

## Historial de lanzamientos
| Región | Fecha              | Formato(s)                 | Discográfica | Ref.   |
| ------ | ------------------ | -------------------------- | ------------ | ------ |
| Varios | 8 de julio de 2022 | Descarga digital streaming | Room28       | [ 35 ] |